# FRSAD
Les fonctionnalités requises des données d'autorité matière (FRSAD) ou spécifications fonctionnelles des données d'autorité matière, font partie d'un modèle conceptuel d'entité-relation développé par le groupe FRSAR de la Fédération internationale des associations et institutions de bibliothèques (IFLA). 
Publié en 2010, il s'inscrit dans la continuité des travaux menés sur le modèle FRBR, détaillant comment « les entités qui servent de sujets » d'une œuvre peuvent être mises en relation. La Bibliothèque nationale de France (BnF) publie une édition française en 2012. Le modèle est destiné à soutenir le partage global et la réutilisation des données d'autorité dans le cadre de la Transition bibliographique.
Le modèle FRSAD fait partie des trois modèles fusionnés au nouveau modèle intégré IFLA LRM en 2017.

## Tâches utilisateur
Le groupe de travail a mené deux études sur les tâches des utilisateurs en 2006 et 2007, et sur la base des résultats de ces enquêtes, quatre tâches dans l'utilisation des données d'autorité matière, c'est-à-dire concernant les sujets abordés par une œuvre, ont été définies (Rapport d'actualité FRSAR 2008 à l'IFLA) :

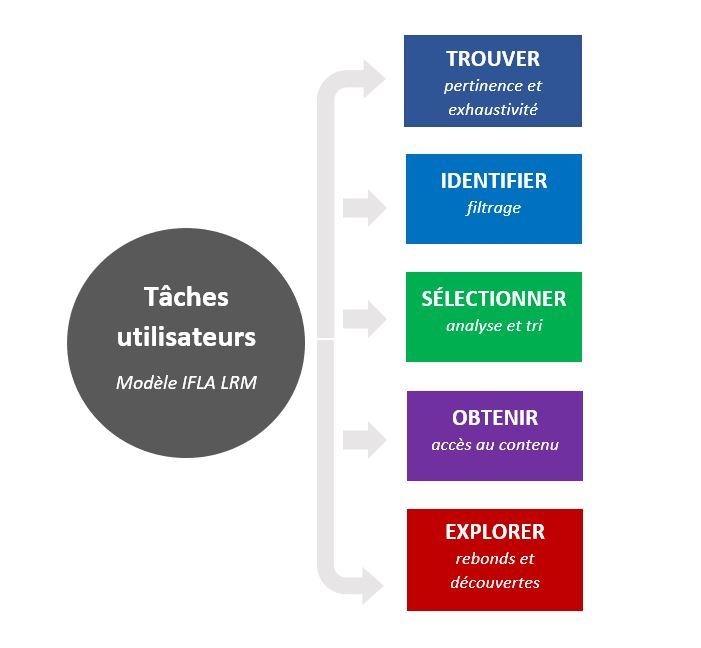
Schéma : Tâches utilisateurs.

Trouver : pour rechercher une entité ou un ensemble d'entités correspondant à des critères énoncés par l'utilisateur
Identifier : pour identifier une entité en fonction de certains attributs/caractéristiques (adéquation des résultats de recherche avec le sujet demandé)
Sélectionner : pour sélectionner une entité qui réponde aux attentes de l'utilisateur (critères de sélection ou de filtrage)
Obtenir : pour accéder au contenu de la ressource sélectionnée
Explorer : pour naviguer d'une entité à une autre et élargir sa recherche grâce aux corrélations.
C'est à partir de ces tâches que le modèle conceptuel suivant a été créé autour de 3 entités.

## Le modèle conceptuel: 3 entités

### 1. Œuvre
L'œuvre (Work) est une « création intellectuelle ou artistique déterminée ».

### 2. Thema
C'est le sujet abordé par une œuvre. 

### 3. Nomen
C'est l'appellation ou le vocabulaire utilisé pour nommer le sujet abordé par l'œuvre. 

## Les relations entre les entités
Les œuvres et les thèmes ont une relation multivaleur, ce qui signifie que toute œuvre peut avoir plus d'un sujet et que tout sujet peut être exprimé dans une ou plusieurs œuvres. Il en est de même pour la relation entre Thema et Nomen. Outre ces relations, le groupe de travail a jusqu'à présent identifié plusieurs autres relations Thema-Thema et Nomen-Nomen.